# Zoë Saldaña
Zoë Saldaña (født Zoë Yadira Saldaña Nazario den 19. juni 1978 i Passaic, New Jersey, USA) er en amerikansk skuespillerinde. Hun er bedste kendt for sine roller som Anamaria i Pirates of the Caribbean: Den sorte forbandelse, Uhura i Star Trek fra 2009, og Neytiri i James Cameron filmen Avatar. Hun er desuden også kendt for rollen som Gamora, i James Gunn's Guardians of the galaxy samt resten af hendes optræden i Marvel Universe. Zoë har også medvirket i serier som Six Degrees og Law & Order.

## Udvalgt filmografi

### Film
| År   | Titel                                           | Rolle             |
| ---- | ----------------------------------------------- | ----------------- |
| 2000 | Center Stage                                    | Eva Rodríguez     |
| 2001 | Snipes                                          | Cheryl            |
| 2001 | Get Over It                                     | Maggie            |
| 2002 | Drumline                                        | Laila             |
| 2002 | Crossroads                                      | Kit               |
| 2003 | Pirates of the Caribbean: Den Sorte Forbandelse | Anamaria          |
| 2004 | Temptation                                      | Annie             |
| 2004 | Haven                                           | Andrea            |
| 2004 | The Terminal                                    | Officer Torres    |
| 2005 | La maldición del padre Cardona                  | Flor              |
| 2005 | Dirty Deeds                                     | Rachel Buff       |
| 2005 | Guess Who                                       | Theresa Jones     |
| 2006 | Premium                                         | Charli            |
| 2006 | Ways of the Flesh                               | Donna             |
| 2007 | After Sex                                       | Kat               |
| 2007 | Blackout                                        | Claudine          |
| 2007 | Constellation                                   | Rosa Boxer        |
| 2008 | Vantage Point                                   | Angie Jones       |
| 2009 | Avatar                                          | Neytiri Nazachema |
| 2009 | Star Trek                                       | Uhura             |
| 2009 | The Skeptic                                     | Cassie            |
| 2010 | The Losers                                      | Aisha             |
| 2010 | Takers                                          | Lily Jansen       |
| 2010 | Death at a Funeral                              | Elaine            |
| 2010 | Burning Palms                                   | Sarah Cotton      |
| 2011 | Colombiana                                      | Cataleya Restrepo |
| 2012 | The Words                                       | Dora Jansen       |
| 2013 | Star Trek Into Darkness                         | Uhura             |
| 2013 | Out of the Furnace                              | Lena Warren       |
| 2014 | Guardians of the Galaxy                         | Gamora            |
| 2014 | Nina                                            | Nina Simone       |
| 2017 | Guardians of the Galaxy Vol. 2                  | Gamora            |
| 2018 | Avengers: Infinity War                          | Gamora            |
| 2019 | Avengers: Endgame                               | Gamora            |

### Tv-serier
| År      | Titel                             | Rolle              | Note(r)                  |
| ------- | --------------------------------- | ------------------ | ------------------------ |
| 1999    | Law & Order                       | Belinca            | 2 afsnit                 |
| 2004    | Law & Order: Special Victims Unit | Gabrielle Vega     | afsnittet "Criminal"     |
| 2006–07 | Six Degrees                       | Regina             | 5 afsnit                 |
| 2014    | Rosemary's Baby                   | Rosemary Woodhouse | Miniserie, også producer |